# Cribralaria austrinsulensis
Cribralaria austrinsulensis är en mossdjursart som beskrevs av Gordon 1989. Cribralaria austrinsulensis ingår i släktet Cribralaria och familjen Cribrilinidae. Inga underarter finns listade i Catalogue of Life.